# Tramacastiel
Tramacastiel – gmina w Hiszpanii, w prowincji Teruel, w Aragonii, o powierzchni 47,29 km². W 2011 roku gmina liczyła 85 mieszkańców.